# Golicowa Kopa
Golicowa Kopa (niem. Gollskuppe, 703 m n.p.m.) - szczyt w południowo-wschodniej części Gór Kruczych, w Sudetach Środkowych.

## Położenie
Leży w krótkim ramieniu, odchodzącym ku północnemu zachodowi od Widoku.

## Budowa geologiczna
Masyw zbudowany jest ze skał wulkanicznych - porfirów (trachitów) wieku permskiego, należących do utworów zachodniego skrzydła niecki śródsudeckiej. Na południowo-wschodnim zboczu kilka skałek porfirowych.